# Каміїті (Тояма)

36°42′ пн. ш. 137°22′ сх. д. / 36.700° пн. ш. 137.367° сх. д.
Камії́ті (яп. 上市町, かみいちまち, МФА: [kami.it͡ɕi̥ mat͡ɕi̥]) — містечко в Японії, в повіті Нака-Ніїкава префектури Тояма. Станом на 1 квітня 2009 площа містечка становила 236,77 км². Станом на 1 липня 2011 у містечку мешкало 21 736 осіб.